# Agathia olivacea
Agathia olivacea là một loài bướm đêm trong họ Geometridae.